# Montserrat Roca i Junyent
Montserrat Roca i Junyent (Barcelona, 30 de maig de 1927 – 19 de desembre de 2012) fou una bibliotecària catalana.

## Família
Montserrat Roca és filla de Joan Baptista Roca i de Montserrat Junyent Quintana. Alhora, és neta de Miquel Junyent i tia de Joan Roca.

## Biografia
Acabà els estudis a l'Escola de Bibliotecàries el 1949, amb la tesina titulada "Bibliografía de las publicaciones periódicas de Barcelona: 1939-1948", presentada conjuntament amb M. Rosa Noves. Un cop acabats els seus estudis, va començar a treballar a la biblioteca de l'Escola Tècnica Superior d'Arquitectura de Barcelona, on va desenvolupar la seva tasca professional durant més de quaranta anys fins a la seva jubilació el 1992.
Dins d'aquesta tasca, cal destacar la introducció d'avenços que no eren pràctica habitual en el moment (als anys cinquanta) com l'accés lliure als documents per part dels usuaris i el buidat sistemàtic dels articles de les revistes que es rebien a la biblioteca, tasca que endegà el 1950 i que es portà a terme continuadament fins a finals dels noranta. Aquest va ser un servei molt utilitzat i molt ben valorat pels usuaris de la biblioteca.
També va ser la precursora d'un dels serveis més bàsics: l'ampliació de l'horari d'obertura de la biblioteca sense interrupcions de 9 a 21 h des del 1981. Montserrat Roca es jubilà l'octubre de 1992 com a directora de la Biblioteca de l'Escola Tècnica Superior d'Arquitectura de Barcelona  –càrrec que ocupava des del 1979–.
A banda de la seva tasca a la biblioteca de l'ETSAB, des dels seus inicis professionals va estar vinculada molt activament a associacions professionals destacant el seu paper de defensora de la imatge i del reconeixement social i acadèmic del bibliotecari en la societat catalana moderna.
El desembre de 1974 fou escollida tresorera de l'Associació de Bibliotecàries de Catalunya (successora de l'Asociación de Antiguas Alumnas de la Escuela de Bibliotecarias de Barcelona), que presidia Rosa Ricart i Ribera i, al bienni 1977-1978, en va assumir la presidència. N'era l'associada número 4 (després de Rosa Ricart, Maria Artal i Núria Ventura).
Reproduïm un fragment de l'editorial del Butlletí de l'Associació de Bibliotecàries, de març de 1977, signat per ella:
   «Actualment, m’atreveixo a ser optimista i crec que podem esperar un futur on el desenvolupament cultural sigui una de les bases per a una societat més justa. Repeteixo el que ja us vàrem dir: als pobles, als barris, a les escoles, a la Universitat, en el camp de la investigació, de la indústria i del comerç, les biblioteques necessitaran professionals eficients i amb vocació. L'eficàcia l'hauran de garantir uns estudis seriosos que es plantegin, amb una visió científica, cultural i social, l'esdevenidor de la política bibliotecària del país. Aquest ensenyament i el títol oficial que en sigui el reconeixement són ara les nostres principals preocupacions. Per ells continuarem bregant. És el compromís que agafem davant vostre.»
Montserrat Roca va ser també una de les impulsores de la creació de l'actual Asociación de Bibliotecarios y Bibliotecas de Arquitectura, Construcción y Urbanismo (ABBA). Va participar-hi activament des de les primeres Jornadas de Trabajo sobre Cooperación entre Bibliotecas de Arquitectura, celebrades a Barcelona el setembre de 1990 fins més enllà de la seva jubilació. Mostra de la seva implicació en la creació d'ABBA va ser la comunicació «Propuesta de una asociación de Bibliotecarios de Arquitectura» (p. 21-29) a les terceres Jornadas (Màlaga, 1992). Finalment l'associació va ser creada el 1993 i continua la seva activitat.
Més enllà de la seva activitat professional, cal destacar que Montserrat Roca va participar en associacions de caràcter social i cultural.

## Premis i reconeixements
Va tenir un paper destacat en l'activitat de l'Escola Tècnica Superior d'Arquitectura de Barcelona. Com Oriol Bohigas comenta a la seva obra Combat d'incerteses quan parla de l'Escola d'Arquitectura quan ell va ser estudiant:
«L'altre punt d'activitat era la minúscula biblioteca que aleshores governava Monserrat Roca Junyent. La Montse ha estat una de les bases pedagògiques més consistents de l'escola. Per damunt dels alts i baixos, la biblioteca d'aleshores ha sostingut un to molt superior a les dificultats materials de mantenir-se i prosperar.»
Mostra del seu paper destacat va ser l'acte homenatge de comiat que el 28 d'octubre 1992 li va fer l'Escola amb motiu de la seva jubilació. Les paraules de reconeixement que li van adreçar Santiago Roqueta, director aleshores de l'Escola, i Joan Margarit apareixen recollides a la lliçó magistral que va llegir Montserrat Roca per a l'ocasió. Cal destacar que les lliçons magistrals a la universitat les imparteixen els professors considerats millors quan es jubilen. 
En ocasió de la seva mort, dins el món bibliotecari es van editar els següents articles en reconeixement de la seva tasca:  
- Anglada, Lluís. «En record i reconeixement de Montserrat Roca». Bdig (biblioteques digitals i cooperació), 6 de gener de 2013. [Consulta: 20 febrer 2015].
- «En memòria de Montserrat Roca i Junyent Arxivat 2015-11-19 a Wayback Machine.». Observatori professional, 21 de desembre 2012. [Consulta: 20 febrer 2015].

## Publicacions
- «Apuntes de un viaje de estudios a Suecia, Finlandia y Dinamarca». Cuadernos de arquitectura, 1960, n.º 41. [Consulta: 20 febrer 2015].
- «Editorial[Enllaç no actiu]». Revista de l'Associació de Bibliotecàries, març 1977, núm. 1. [Consulta: 25 febrer 2015].
- «La información al lector en una biblioteca especializada universitaria». Boletín de la ANABA, XXII, n.º 1-4, 1972.
- «Les archives graphiques de la Catedra Gaudí et de l'École d'architecture de Barcelone». En: À l'écoute de l'oeil: les collections iconographiques et les bibliothèques: actes du colloque organisé par la Section des Bibliothèques d'Art de l'IFLA, Genève, 13-15 mars 1985. München [etc.]: K.G. Saur, 1989.
- «Homenatge a Montserrat Roca Junyent, bibliotecària de l'Escola, amb motiu de la seva jubilació: 28 d'octubre 1992». Barcelona: Escola Tècnica Superior d'Arquitectura de Barcelona. UPC, [1992?]. [Consulta: 10 març 2015].
- «Nota bibliográfica». Cuadernos de arquitectura, 1963, n.º 52/53. [Consulta: 20 febrer 2015].
- «Presentación de las jornadas e introducción al problema del vaciado de revistas». En: I Jornadas ABBA, Barcelona, 28 y 29 de septiembre de 1990."Jornadas y Creación de Comisiones de trabajo de ABBA". ABBA, 1990, p. 7-10. [Consulta: 20 febrer 2015].
- «Propuesta de asociación de bibliotecarios de arquitectura: objetivos y etapas para una cooperación europea». A: III Jornadas ABBA, Málaga, 25 y 26 de Septiembre de 1992 ."Jornadas sobre asociaciones europeas de bibliotecas de arquitectura". ABBA, 1992, p. 18-27. [Consulta: 20 febrer 2015].

- «Un año después». En: "II Jornadas ABBA, Madrid, 27 i 28 de Septiembre de 1991. Informes de las Comisiones de trabajo. Jornadas sobre cooperación y redes bibliotecarias". ABBA, 1991. [Consulta: 20 febrer 2015].
- «Unes col·leccions especials dins la biblioteca especialitzada de l'Escola Tècnica Superior d'Arquitectura de Barcelona: memòria». Barcelona: Biblioteca Escola Tècnica Superior d'Arquitectura de Barcelona, 1989. [Consulta: 10 novembre 2015]